# Cantares de Andarilho
Cantares do Andarilho é um álbum de canções originais, da autoria de José Afonso, editado em 1968.
Com este disco, José Afonso inicia uma fase de transição no percurso estético-musical, encerrado em 1970 com Traz Outro Amigo também. Acompanhado por Rui Pato à viola, Zeca recupera antigas formas musicais e poéticas tradicionais.
José Afonso não conseguia editar os seus trabalhos até ter conhecido a Orfeu de Arnaldo Trindade.

## Alinhamento
- Natal dos simples
- Balada do sino
- Canção de embalar
- O Cavaleiro e o Anjo
- Tecto do mendigo
- Chamaram-me cigano
- Vejam bem

## Edição CD de 1987
Esta edição tem mais cantigas, ordenadas diferentemente :
1. Natal dos Simples
2. Balada do Sino
3. Resineiro Engraçado
4. Canção de Embalar
5. O Cavaleiro e o Anjo
6. Saudadinha
7. Tecto na Montanha
8. Endechas a Bárbara Escrava
9. Chamaram-me Cigano
10. Senhora do Almortão
11. Vejam Bem
12. Cantares de Andarilho